# Pescecyclops kimberleyi
Pescecyclops kimberleyi is een eenoogkreeftjessoort uit de familie van de Cyclopidae. De wetenschappelijke naam van de soort is voor het eerst geldig gepubliceerd in 2004 door Karanovic.